# Freizeitpark Lübars
Der Freizeitpark Lübars ist ein zwischen 1975 und 1993 angelegter und 39,6 ha großer Freizeitpark im Süden des Berliner Stadtteils Lübars im Bezirk Reinickendorf an der Grenze zum Bezirk Pankow. Nach Süden schließt sich die Großwohnsiedlung Märkisches Viertel an.

## Lübarser Höhe
Kern des Freizeitparks Lübars ist ein 85,3 m ü. NHN hoher künstlicher Hügel mit einem aufgeschichteten Natursteinkreis auf dem Gipfel. Am 13. Mai 2010 erhielt der Hügel in einer Zeremonie den Namen Lübarser Höhe. Zuvor war Berlin-weit um Namensvorschläge gebeten worden, 187 Vorschläge gingen ein. Eine Jury, bestehend aus dem Bezirksbürgermeister Frank Balzer (CDU), Mitgliedern des Evangelischen Jugend- und Fürsorgewerkes, welches die Jugendfarm betreibt, und der Gesobau als größtem Vermieter im angrenzenden Märkischen Viertel hatte den endgültigen Namen ausgewählt. Zwischen dem Abschluss der Begrünungsarbeiten und der Namensverleihung nutzte die Verwaltung die Bezeichnung Volkspark Lübars. Bis in die 1970er Jahre diente die Fläche als Mülldeponie, dann wurde sie geschlossen und schrittweise in einen Park umgewandelt: Als Deckschicht kam Mutterboden darauf und Büsche und Bäume wurden gepflanzt. Viele Einwohner der näheren Umgebung vereinfachen die Bezeichnung noch immer auf Müllberg, sie sagen „Wir gehen zum Müllberg“.

## Geschichte und Beschreibung
Der ab 1975 als notwendige freizeitorientierte Ergänzung des dicht bebauten Märkischen Viertels entstandene Freizeitpark Lübars bietet als Besonderheiten eine Jugendfarm, die Lübarser Höhe mit gleitfluggeeignetem Flughang und einem 300 m langen Ski- und Rodelhang mit Flutlicht. Außerdem gibt es einen Erlebnisspielplatz, Wanderwege, Radwege, Liegewiesen, Grillplätze und Aussichtspunkte. 
Im Winter 2004 wurde die erste Skatebahn abgebaut und durch eine Halfpipe aus Plastikmaterial ersetzt. Dieses Material ist zu temperaturanfällig, bei Wärme dehnt es sich aus und es bilden sich Wölbungen in der Bahn. Die Nutzung ist damit stark eingeschränkt.